# Tittling
Tittling är en köping (Markt) i Landkreis Passau i Regierungsbezirk Niederbayern i förbundslandet Bayern i Tyskland.
Köpingen ingår i kommunalförbundet Tittling tillsammans med kommunen Witzmannsberg.